# Blok karkonosko-izerski
Blok karkonosko-izerski, krystalinik karkonosko-izerski – jednostka geologiczna (tektoniczna) w Sudetach Zachodnich, składająca się z kilku mniejszych części: centralnie położonego granitowego masywu karkonoskiego oraz otaczających go starszych jednostek zbudowanych ze skał metamorficznych – leżącego po jego północno-zachodniej stronie metamorfiku izerskiego, na wschodzie – wschodniej osłony granitu karkonoskiego (zwanej też mylnie metamorfikiem wschodnich Karkonoszy) oraz na południu – metamorfiku południowych Karkonoszy, znajdującego się całkowicie po stronie czeskiej.
Blok karkonosko-izerski graniczy od zachodu z blokiem łużyckim, od północy z metamorfikiem kaczawskim, od wschodu z niecką śródsudecką, a od południa z niecką podkarkonoską w Czechach. Granica zachodnia jest trudna do sprecyzowania, północna i południowa jest tektoniczna, a wschodnia prawdopodobnie sedymentacyjna.
Granitowy masyw, który powstał przez wciśnięcie intruzji magmowej między skały metamorficzne w trakcie procesów plutonicznych podczas orogenezy hercyńskiej, tworzy centralną część bloku karkonosko-izerskiego.
Skały bloku karkonosko-izerskiego budują znaczną część Sudetów Zachodnich: Pogórze Izerskie, Góry Izerskie, Karkonosze, Kotlinę Jeleniogórską oraz Rudawy Janowickie (z wyjątkiem ich wschodniej partii, zbudowanej ze skał osadowych niecki śródsudeckiej).

## Ciekawostki
- Koncentracja uranu w bloku karkonosko-izerskim przeciętnie zawiera się w granicy 3–5 g/t, w niektórych miejscach lokalnie przekracza 13 g/t[1].
- Blok karkonosko-izerski stanowi największy zwarty obszar o wysokim potencjale radonowym[2].